# Erebia violacea
Erebia violacea är en fjärilsart som beskrevs av Wheeler 1903. Erebia violacea ingår i släktet Erebia och familjen praktfjärilar. Inga underarter finns listade i Catalogue of Life.